# 6660 Matsumoto
A 6660 Matsumoto (ideiglenes jelöléssel 1993 BC) a Naprendszer kisbolygóövében található aszteroida. Tsutomu Seki fedezte fel 1993. január 16-án.